# 库尔德萨克平原
庫薩平原（法語：Plaine du Cul-de-Sac）是伊斯帕尼奧拉島上一塊肥沃的低地。它從海地東南部延伸到多明尼加共和國西南部。

## 地理
庫薩平原佔地面積28000平方公里，長32公里，寬25公里，平原南北以高山為界，西以戈納夫灣為界，戈納夫灣沿岸城市包括海地首都太子港，東則延伸至多明尼加共和國。
庫薩平原一直是農業區。在殖民時代，那裡種植了木藍。